# Ad limina
Ad limina apostolorum of kortweg 'Ad Limina' is de sinds 1587 in de Rooms-Katholieke Kerk een bestaande verplichting dat elke diocesane bisschop op bepaalde tijden een bezoek aan Rome moet brengen. Aan het einde van de beraadslagingen worden er toespraken uitgewisseld. De paus geeft dan een samenvatting van de besprekingen, waarbij hij zijn zorg deelt door aandachtspunten mee te geven.
De term betekent letterlijk: 'naar de drempels van de apostelen', waarbij met drempels de graven van de apostelen Petrus en Paulus worden bedoeld.
Volgens het Wetboek van Canoniek Recht van 1983 geldt deze verplichting om de vijf jaar. Voor 1983 gold deze verplichting voor Europese bisschoppen om de vijf jaar en voor andere om de tien jaar. Doel van het ad liminabezoek is aan de paus verslag uit te brengen over de actuele toestand in het bisdom en de kerkprovincie. De bisschoppen brengen dan ook werkbezoeken aan de diverse Curie-departementen.
Paus Sixtus V maakte van het Ad-liminabezoek een plicht voor alle diocesane bisschoppen. In zijn constitutie Romanus Pontifex (1585) legde hij de termijnen, de onderwerpen en de orde van dienst van het Ad limina-bezoek vast. Paus Pius X legde in 1909 de vijfjaarlijkse termijn van de Ad-limina vast. Hij bepaalde ook dat iedere bisschop om de vijf jaar een geschreven rapport naar Rome moest sturen. Dat rapport wordt geschreven aan de hand van een door de Curie opgestelde vragenlijst. Deze vragen informeren bijvoorbeeld naar diocesane statistieken, de bedreigingen en kansen voor de Kerk, en de wijze waarop de bisschop leiding geeft.
De Belgische bisschoppen brachten onder andere een Ad limina-bezoek in 1992, 2003, 2010, en in november 2022.
De Nederlandse bisschoppen onder andere in 1983, 1988 1993, 1998, 2004, 2013, en in november 2022. Tijdens het Ad limina bezoek in 2022 bleek dat de Nederlandse bisschoppen ten onrechte aan de Radboud Universiteit te Nijmegen het predicaat katholiek hadden ontnomen.
In 1980 was er voor Nederland de Bijzondere Synode van de Bisschoppen van Nederland met paus Johannes Paulus II. Dit was weliswaar geen Ad Limina-bezoek in de eigenlijke zin, maar was wel van belang voor de situatie van de Kerk in Nederland.